# Cassegrain-reflektor

Strålgången i en Cassegrain-reflektor

En Cassegrain-reflektor är en teleskopmodell vars konstruktion publicerades  1672 i Journal des Sçavans av en okänd Cassegrain (senare forskning har pekat på att det troligen rör sig om Laurent Cassegrain (1629–1693), en katolsk präst.). Det är en reflektor som använder sig av en konkav huvudspegel. I ett Cassegrain-teleskop borras ett hål i mitten av linsen och en konvex spegel placeras före fokalpunkten som styr ljuset genom detta hål. Det finns några olika typer av Cassegrainmodeller:
- En Schmidt-Cassegrain är en blandning mellan lins- och spegelteleskop (s.k katadioptriskt teleskop). I botten finns en spegel, såsom på reflektorn i ett newtonteleskop, men längst fram i tuben finns även en lins, som på refraktorn. Eftersom spegeln är sfäriskt formad behövs en lins längst fram för att korrigera fel i bilden. Det kompakta formatet är en av fördelarna med Schmidt-Cassegrain-teleskopet. I och med att det blir kortare än motsvarande Newton-teleskop blir det lättare att hantera.  Konstruktionen hjälper också till att minska s.k koma, som är ett vanligt problem för Newton-teleskop.
- En Maksutov-Cassegrain är en vidareutveckling av Schmidt-Cassegrain. Den har en annorlunda formad främre lins (den buktar inåt) vilket gör teleskopet ännu mer kompakt.